# Стефан Петров (кмет)
Вижте пояснителната страница за други личности с името Стефан Петров.
Стефан Петров е български политик.

## Биография
Роден е на 15 април 1936 г. в град Горна Джумая. През 1954 г. завършва първо средно смесено училище в родния си град, а през 1959 г. завършва Инженерно-строителен институт със специалност „Водоснабдяване и канализация“. Членува в БКП. Известно време е бил главен инженер във ВИК и заместник-председател на ГНС. В периода 6 септември 1977 – 29 юли 1985 г. е кмет на Благоевград. По време на мандата му се разкриват Завода за инструментална екипировка и нестандартно оборудване, Завода за печатни платки „Електрон“, Обувния завод „Вихрен“. Построени са сградите на Историческия музей, Съдебната палата, Съюза на българските автомобилисти, градски универсален магазин и други.